# Hard Hit
Pour plus de détails, voir Fiche technique et Distribution.
Hard Hit (발신제한, Balsinjehan) est un film sud-coréen réalisé par Kim Chang-ju, sorti en 2021. Il s'agit d'un remake du film espagnol Appel inconnu sorti en 2015.

## Synopsis
Lee Seong-gyu, manager d'une banque de Pusan, est victime d'un chantage par un inconnu au téléphone.

## Fiche technique
- Titre : Hard Hit
- Titre original : 발신제한 (Balsinjehan)
- Autre titre : Restricted Call
- Réalisation : Kim Chang-ju
- Scénario : Kim Chang-ju
- Musique : Kim Tae-seong
- Photographie : Kim Tae-soo
- Montage : Kim Chang-ju
- Société de production : CJ Entertainment
- Pays :  Corée du Sud
- Genre : Action, drame et thriller
- Durée : 94 minutes
- Dates de sortie : 
  -  Corée du Sud : 23 juin 2021

## Distribution
- Ji Chang-wook : Jin-woo
- Jo Woo-jin : Lee Seong-gyu
- Haerry Kim : la reporter télé
- Kim Ji-ho : Yeon-soo
- Jin Kyung : Ban
- Lee Jae-in : Hye In
- Ryu Seung-su : le chef de la police

## Distinctions
Le film a été nommé au Buil Film Award du meilleur second rôle féminin pour Lee Jae-in.